# USS Helm (DD-388)
DD 388 Helm (Корабль соединённых штатов Хэлм) — американский эсминец типа Бэгли.
Заложен на верфи Norfolk Navy Yard 25 сентября 1935 года. Спущен 27 мая 1937 года, вступил в строй 16 октября 1937 года.
Выведен в резерв 26 июня 1946 года. Из состава ВМС США исключён 25 февраля 1947 года.
Продан 2 октября 1947 года фирме «Moore Dry Dock Co.» в Оакленд, Калифорния и разобран на слом.